# Ilka Piepgras
Ilka Piepgras (geboren 1964) ist eine deutsche Journalistin und Schriftstellerin.

## Leben
Piepgras ist die Tochter von Uwe Piepgras. Sie ging in Homburg zur Schule und machte dort auch das Abitur. Danach studierte sie Politische Wissenschaften in München. 1991 stieg 1991 als Reporterin bei der Berliner Zeitung in den Journalismus ein. Sie verbrachte ein Studienjahr in Harvard und kam 1999 zur deutschen Ausgabe der Financial Times Deutschland, wo sie die Buchseiten in der Weekend-Beilage betreute. Sie lebt heute mit ihrer Familie in Berlin und ist Redakteurin beim ZEITmagazin. Ehrenamtlich arbeitet sie als Sterbebegleiterin. Ihre Erfahrungen bei dieser Tätigkeit hat sie in zwei Büchern verarbeitet.
Seit 2011 hat sie Sachbücher zu verschiedenen Themen veröffentlicht. Piepgras wurde mit dem Katholischen Medienpreis und dem Hermann-Wilhelm-Thywissen-Preis ausgezeichnet.

## Werke
Als Autorin:
- Das Tier meines Lebens. Wie mein Hund aus mir einen anderen Menschen machte. DuMont Buchverlag Gruppe, Köln 2023.
- Letzte Reisen. Wie Sterbende mich lehrten, was es heißt, zu leben. Droemer/Knaur, München 2019.
- Wie ich einmal auszog, den Tod kennen zu lernen und dabei eine Menge über das Leben erfuhr. Droemer/Knaur, München. 2017.
- Meine Freundin, die Nonne. Droemer/Knaur, München 2011.

Als Herausgeberin:
- Schreibtisch mit Aussicht. Schriftstellerinnen über ihr Schreiben. Kein & Aber, Zürich 2020.

## Preise
- 2008: Katholischer Medienpreis in der Kategorie Print-Medien für den Artikel Meine Freundin, die Nonne, erschienen im ZEIT-Magazin Leben am 3. April 2008[4]
- 2017: Pro Ehrenamt – Hermann-Wilhelm-Thywissen-Preis in der Kategorie „Print“ für den Artikel Von einer, die auszog, das Sterben zu lernen im ZEITmagazin am 27. August 2015[5]

## Schreibtisch mit Aussicht. Schriftstellerinnen über ihr Schreiben (2020)
In der im November 2020 erschienenen Anthologie Schreibtisch mit Aussicht. Schriftstellerinnen über ihr Schreiben präsentiert Piepgras 23 Essays internationaler Schriftstellerinnen, in denen diese über das Warum und das Wie ihres Schreibens reflektieren. Neben diesen vielfältigen Werkstattberichten enthält das Sachbuch auch Autorinnenporträts.
Es sind ältere und neu für diese Anthologie erstellte Essays. Anne Tylers Essay Still just writing von 1980 war für Piepgras der Anstoß („die Keimzelle“), weitere Frauen über ihr Schreiben erzählen zu lassen. Der Essay Tylers liegt in diesem Buch erstmals auf Deutsch übersetzt vor: Ich schreibe nur. Der Titel geht auf eine Frage einer Mutter zurück, die Tyler auf dem Schulhof fragte, ob sie schon Arbeit gefunden habe oder immer noch schreibe. Mit diesem Klischee sähen sich auch vierzig Jahre später viele Schriftstellerinnen konfrontiert. Das Schriftstellertum für Männer hingegen sei anerkannt und werde nicht hinterfragt. Ihnen würden auch keine Fragen bezüglich Care-Arbeit gestellt wenn sie auf Lesereise seien und sie seien in ihrem literarischen Schaffen freier. (S. 8).

„Obwohl immer mehr Frauen Bücher veröffentlichen – und die Leserschaft nach wie vor mehrheitlich weiblich ist –, hat sich die Rezeption also kaum verändert. Es wird zwar viel darüber geredet, dass sich die Geschlechterrollen auflösen, aber in der Realität funktionieren sie immer noch prima. Nach wie vor wird die Arbeit von Schriftstellerinnen weniger ernst- und wahrgenommen als die von Schriftstellern.“

Antonia Baum schreibt von ihrer Abneigung des Begriffs des weiblichen Schreibens als sie mit dem Schreiben anfing. Sie empfand diesen als Beleidigung und Abwertung und bezeichnete sich daher als Schriftsteller und nahm einen Thomas Bernhard ähnlichen Erzählton an. Dieses gedankliche Konstrukt funktionierte bei ihrer Lesung beim Ingeborg-Bachmann-Preis 2011 nicht: Sie stellte fest, dass die Außenwelt sie aufgrund ihres Aussehens und ihrer Stimme nicht als Schriftsteller wahrnahm. Die Jury kritisierte ihren Text und äußerte die Frage, ob sie ihren Text bewusst so geschrieben habe. Baum merkt zum Ende ihres Essays an, dass ihr Versuch, „dem Klischee des << weiblichen Schreibens >> … zu entkommen“ nie funktioniert hat. (S. 88–92).
Auch Sibylle Berg berichtet, dass ihr erster Roman wegen einer zu männlichen Sprache kritisiert wurde. Diesen Stil hatte sie über viele Jahre entwickelt. Piepgras erläutert in einem Interview, dass solch ein Vorwurf sehr entmutigend sei und es sehr unwahrscheinlich sei, dass über Schriftsteller gesagt würde, sie schrieben zu weiblich.
Die Amerikanerin Kathryn Chetkovic schreibt in ihrem Essay Neid, wie sie ihren Partner Jonathan Franzen kennengelernt hat. Er feierte kurz nach dem Kennenlernen mit seinem geschriebenen Werk seinen literarischen Durchbruch. Chetkovic beschreibt, wie es sich anfühlt, wenn der Partner erfolgreicher ist mit dem Schreiben und welche Gefühle dadurch ausgelöst werden.
Manche der Essays unterstreichen, wie wichtig das berühmte Zimmer für sich allein – ein berühmter Essay von Virginia Woolf – als Grundvoraussetzung für regelmäßiges und konzentriertes Schreiben ist. Lëila Slimani kann nach eigener Aussage nur zu Hause arbeiten. (S. 206).
Neben der Tätigkeit am Schreibtisch werden auch Lesungen und Auftritte mit dem geschriebenen Werk thematisiert, die laut Piepgras dazugehören: „… auf Podien sitzen und lautstartk  Meinungen vertreten, auch wenn es Überwindung kostet“. (S. 10). Katharina Hagena schreibt, dass sie auf Lesungen oft von Männern gefragt werde, ob ihre Romane Frauenliteratur seien. Sie antworte meistens, dass sie nicht wisse, was Frauenliteratur sein solle. (S. 150).